# Darracq
Darracq – francuskie przedsiębiorstwo produkujące samochody, istniejące przed II wojną światową.
Początkowo Alexandre Darracq prowadził zakłady Gladiator Cycle Company. W 1901 roku nabył licencję na produkcję samochodów benzynowych od Léona Bollée. Do 1905  roku kierował spółką "Société Alexandre Darracq & Cie" a potem "A. Darracq & Co.". Stopniowo ulepszając modele i rozwijając produkcję doprowadził firmę do znacznego rozwoju, zajmując pozycję jednego z czołowych producentów aut we Francji przed I wojną światową. Otworzył także filię w Anglii i udzielał licencji innym producentom. Marka Darracq stała się też znana z produkcji wyścigowych aut i udziału w zawodach sportowych.
W 1920 roku przedsiębiorstwo połączyło się z Talbotem, a potem Sunbeamem, tworząc spółkę STD, która w 1935 roku została wykupiona przez Rootes Group. Natomiast zakłady we Francji zostały przejęte przez Antoine Lago, który montował znane auta Talbot-Lago. Ostatni samodzielny model francuskiego Darracq został zmontowany w 1928 roku. Potem marka Darracq pojawiała się wraz z różnymi modelami Talbota.

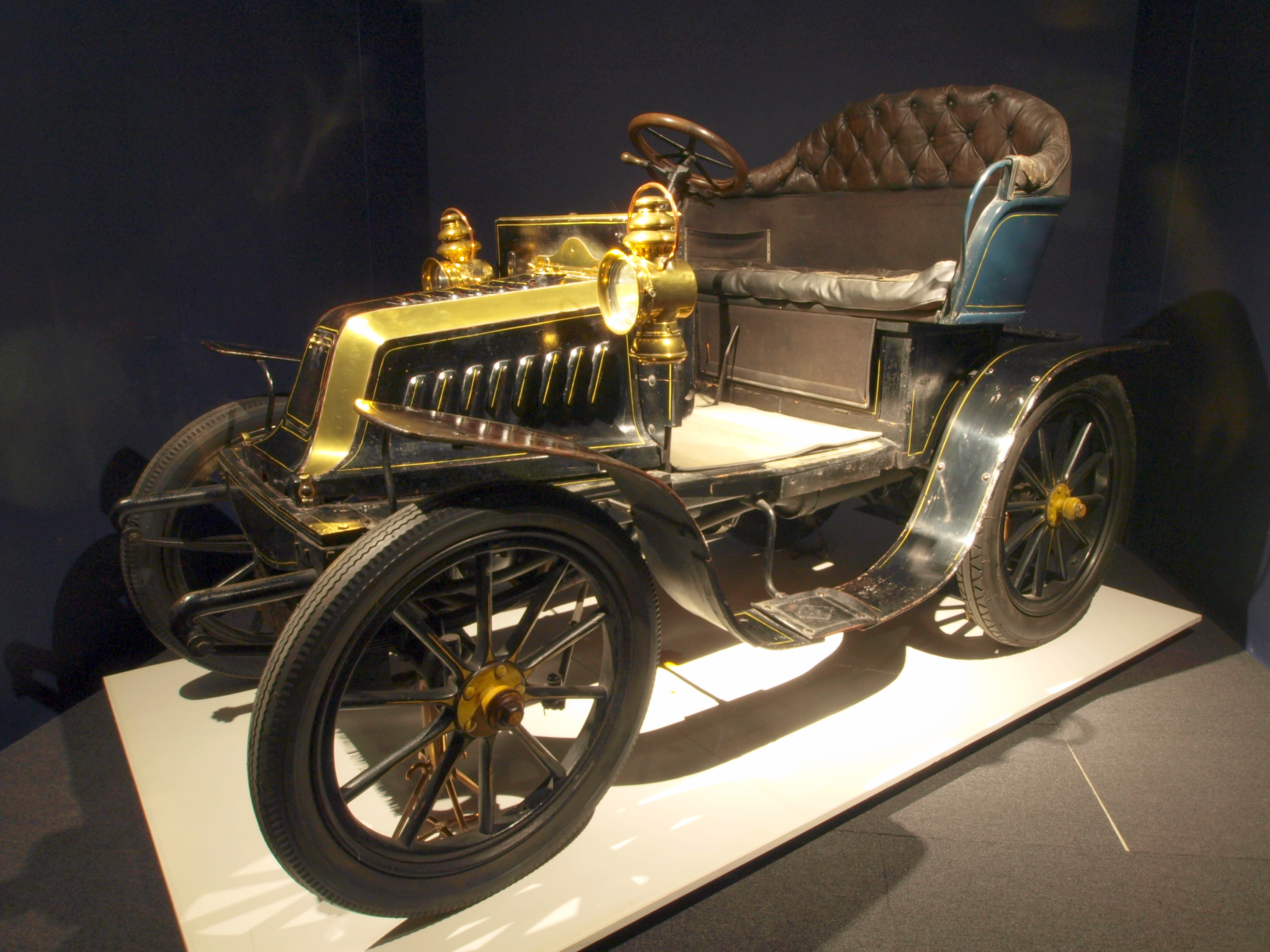
Darracq 8HP (model 1901)
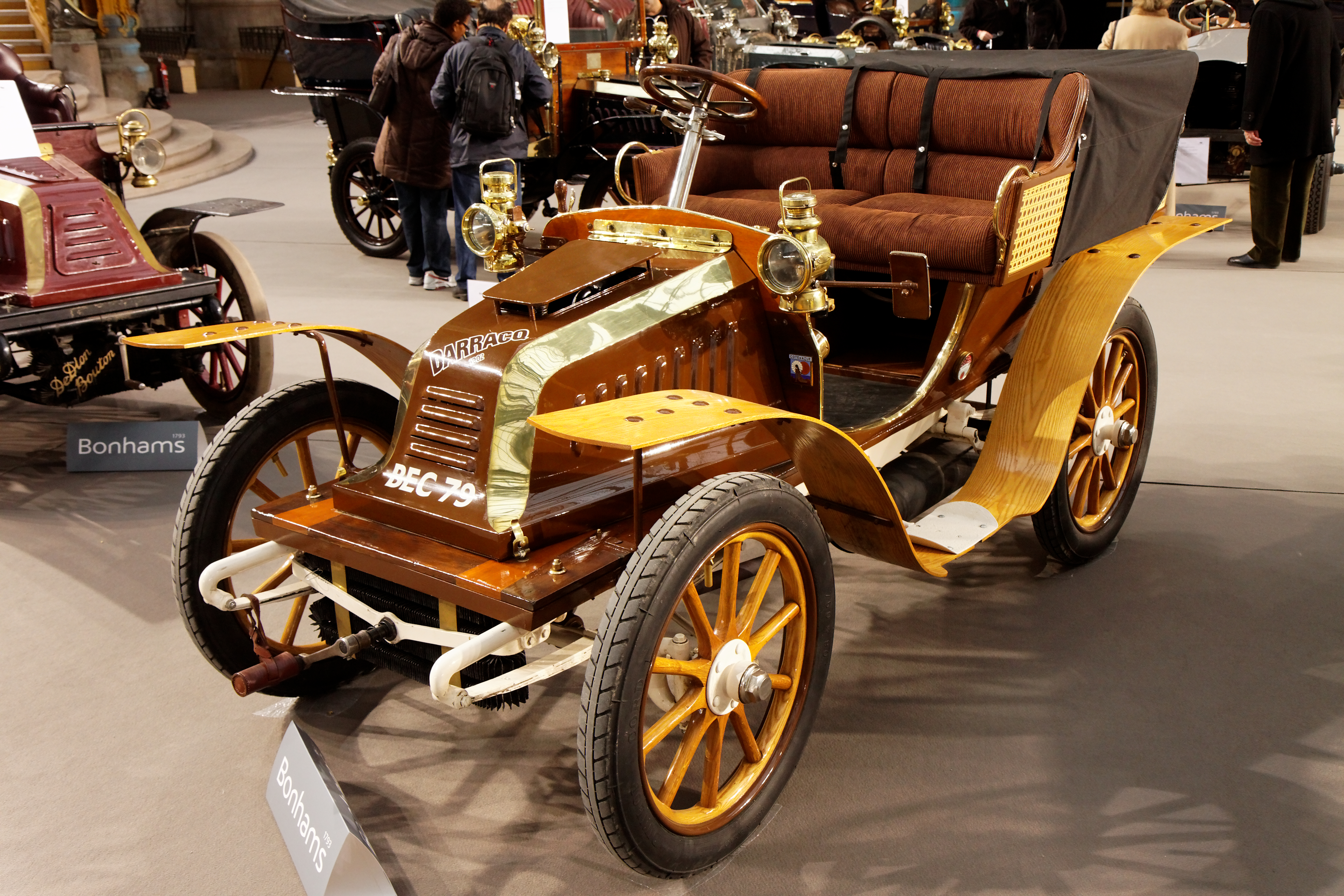
Darracq 9 CV Tonneau (model 1902)
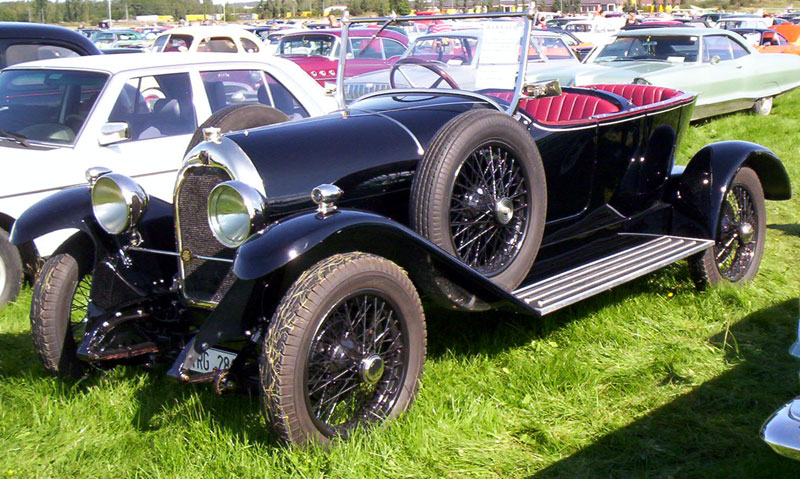
Darracq 12/32 HP (model 1924)